# ナターシャ・マイヤーズ
ナターシャ・マイヤーズ（Natasha Mayers、1979年3月10日 - ）はセントビンセント・グレナディーンの女子陸上競技選手。専門は短距離走。
2000年シドニーオリンピックと2004年のアテネオリンピックで女子100メートルの代表に選ばれたがいずれも1次予選で敗退した。ニューデリーで開催された2010年コモンウェルスゲームズでは女子100メートルの決勝まで残った。決勝ではイングランドのローラ・ターナーとオーストラリアのサリー・ピアソンがフライングにより失格になり、後日金メダルだったナイジェリアのオサヨミ・オルダモラがメチルヘキサミンに陽性を示したためメダル剥奪となり、繰り上がり金メダルを獲得した。